# Sistema literario
Sistema literario es un conjunto de elementos que configuran una determinada realidad literaria. Entre estos posibles elementos, podríamos enumerar los siguientes:
- Asociaciones
- Críticos
- Editores
- Instituciones
- Materiales de repertorio (escuelas y tradiciones literaria)
- Mercado
- Productos (obras literarias)
- Productores (autores)
- Público (Lectores)